# سوفی هانا

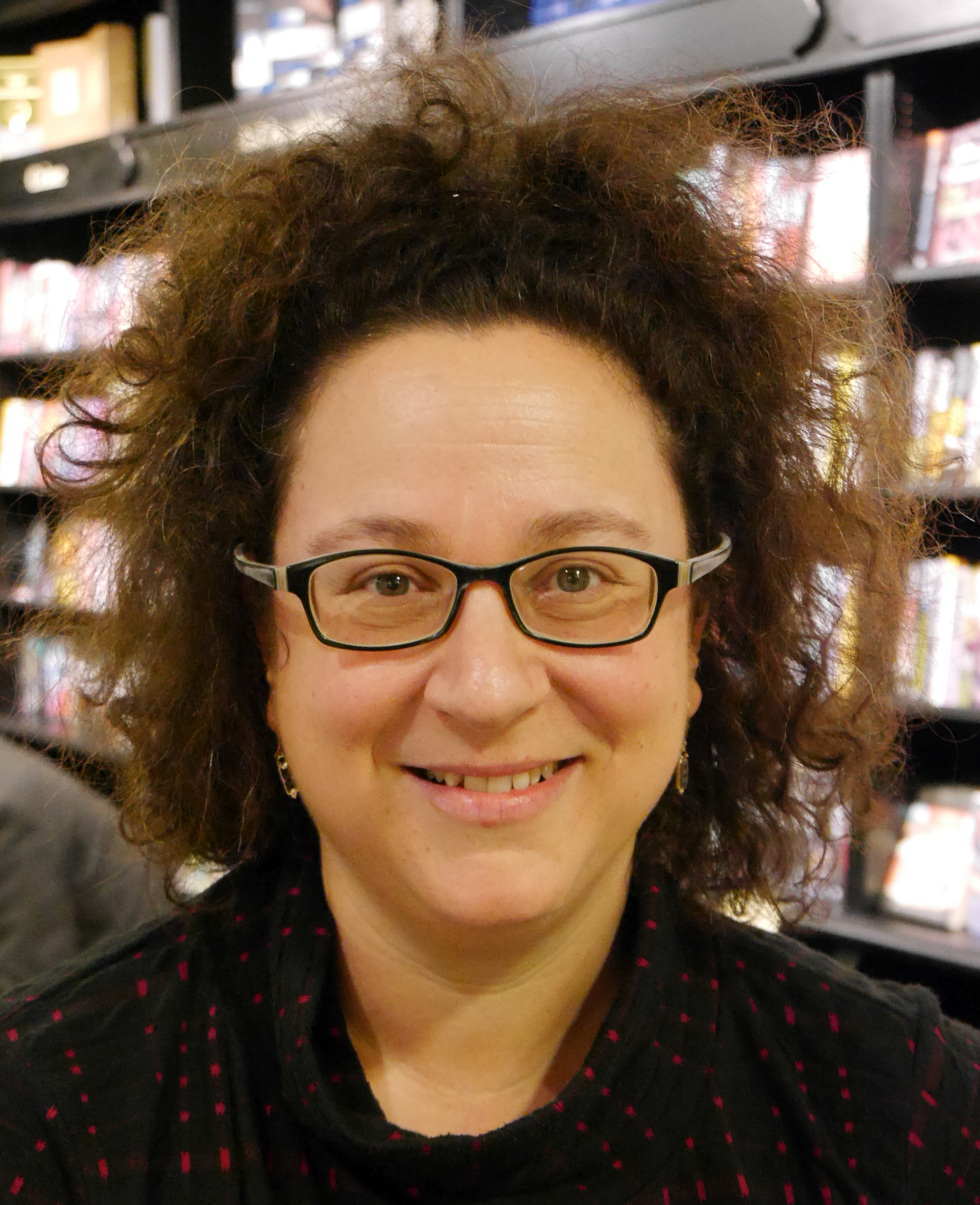
سوفی هانا، نوامبر 2018

سوفی هانا (به انگلیسی: Sophie Hannah) (زاده ۱۹۷۱) شاعر و رمان‌نویس بریتانیایی است. هانا سوفی به‌عنوان نویسنده داستان‌های جنایی در عرصه بین‌المللی شناخته می‌شود و آثار او تا به حال به ۲۷ زبان دنیا چاپ و ترجمه شده‌اند. او چندین جایزه ادبی و شعر از جمله جایزه «تی. اس الیوت» و جایزه کتاب جنایی سال آمریکا را دریافت کرده‌است.

## فعالیت‌ها
کتاب او با نام «آرایشگر» در سال ۲۰۱۳ فروش و اقبال خوبی به همراه داشته‌است.
سوفی هانا با نگارش کتاب « قتل های تک‌نگاره» بار دیگر کاراکتر هرکول پوآرو کاراگاه مشهور جهان را زنده کرد.
در حقیقت داستان و ماجراهای این رمان هانا سوفی در اواخر دهه ۲۰ روی می‌دهد و دنباله‌ای تازه بر مجموعه داستان‌های هرکول پوآرو به‌شمار می‌رود.
نخست انتشارات «هارپر کالینز» برای نخستین بار خلق رمانی جنایی با بهره‌گیری از این قهرمان آشنا (پوآرو) را به خانم سوفی پیشنهاد کرده‌است و سرانجام او با دریافت اجازه از خانواده آگاتا کریستی برای استفاده از دو قهرمان پوآرو و مارپل دست به‌خلق و انتشار این رمان زده‌است.

## آثار

#### آثار کودک
- Carrot the Goldfish, illustrated by Jean Baylis (Hamish Hamilton, 1992)
- The Box Room: poems for children (Orchard Books, 2001)

#### هرکول پوآرو
- قتل‌های تک نگاره 2014
- تابوت بسته 2016
- The Mystery of Three Quarters 2018
- The killings at Kingfisher Hill 2020